# Herlinda Blanco de Bonilla
Herlinda Blanco de Bonilla var en honduransk politiker.
Hon blev 1957 sitt lands första kvinnliga parlamentariker. 